# Пекель, Мелике
Мелике Пекель (тур. Melike Pekel; род. 14 апреля 1995, Мюнхен) — турецкая футболистка, нападающий клуба «Ингольштадт 04».

## Клубная карьера
Начала карьеру в молодёжном составе команды «Шробенхаузена». В сезоне 2012/13 начала выступать за вторую команду «Швабен Аугсбург» в немецкой Безирксоберлиги «Швабия». Сыграв одну игру, была переведена в основную команду, выступавшую в Регионалиге «Юг». За два сезона отметилась 20 голами в 40 матчах чемпионата. В сезоне 2013/14 годов стала лучшем бомбардиром Регионаллиги «Юг».
В преддверии старта сезона 2014/15 руководство клуба «Бавария» перевело Пекель в резервную команду, которая выступала во Второй Бундеслиге «Юг». 7 декабря 2014 главный тренер мюнхенской команды Томас Вёрле вызвал её в основную команду на матч женской Бундеслиги против «Франкфурта». До завершения сезона сыграла ещё два матча за главную команду. В сезоне 2014/15 выиграла национальный чемпионат. В сезоне 2015/16 годов Пекель снова была переведена во вторую команду, выступавшую во Второй Бундеслиге «Юг».
В начале 2017 года покинула «Баварию» и перешла в «Мец-Альгранж» из Первого дивизиона Франции. За новую команду дебютировала 5 февраля 2017 в выездном поединке против «Альби». 26 февраля 2017 года на 3-й минуте поединка против «Марселя» отметилась своим первым и единственным голом в составе «Меца».
В преддверии старта сезона 2017/18 присоединилась к «Пари Сен-Жермен». Из-за небольшого количества игрового времени в 2019 году была отдана в аренду в «Бордо».
В августе 2019 года расторгла соглашение с «Мецом». Сезон 2020/21 провела в «Гавре». 21 июля 2021 года присоединилась к «Реймсу», где получила серъезную травму колена и в итогн покинула клуб в том же году.
В ноябре 2023 года, после двухлетнего перерыва, она присоединилась к немецкому клубу «Ингольштадт 04». 21 апреля 2024 года она забила свой первый гол за команду в выездном проигрышном матче против «Гютерсло 2009» (1:2).

## Карьера за сборную
В футболке национальной сборной Турции дебютировала 19 августа 2015 в товарищеском матче против сборной Албании.
Благодаря турецкому гражданству получила возможность сыграть 4 матча в отборочном турнире чемпионата Европы 2017. 1 марта 2017 года отличилась дебютным голом за национальную команду в поединке кубка Голдсити 2017 против Румынии.
Играла в отборочном турнире чемпионата мира 2019. Во втором матче турнира, 8 апреля 2017 года, отличилась хет-триком в воротах сборной Люксембурга.

## Достижения

### «Бавария»
- Чемпионка Германии: 2014/15

### «Пари Сен-Жермен»
- Вице-чемпионка Франции: 2017/18
- Обладательница Кубка Франции: 2017/18